# Афганские моджахеды
Афга́нские моджахе́ды (араб. مجاهد‎ mujāhid, mujahiddin — защитник веры, воюющий за религию или за родину) — члены нерегулярных вооружённых групп, мотивированные исламской идеологией, организованные в единую повстанческую силу в период гражданской войны в Афганистане, воевали против правительства Афганистана и Советской Армии, в 1979—1992 годах, а затем в Таджикистане в 1992—1997 годах.

## История

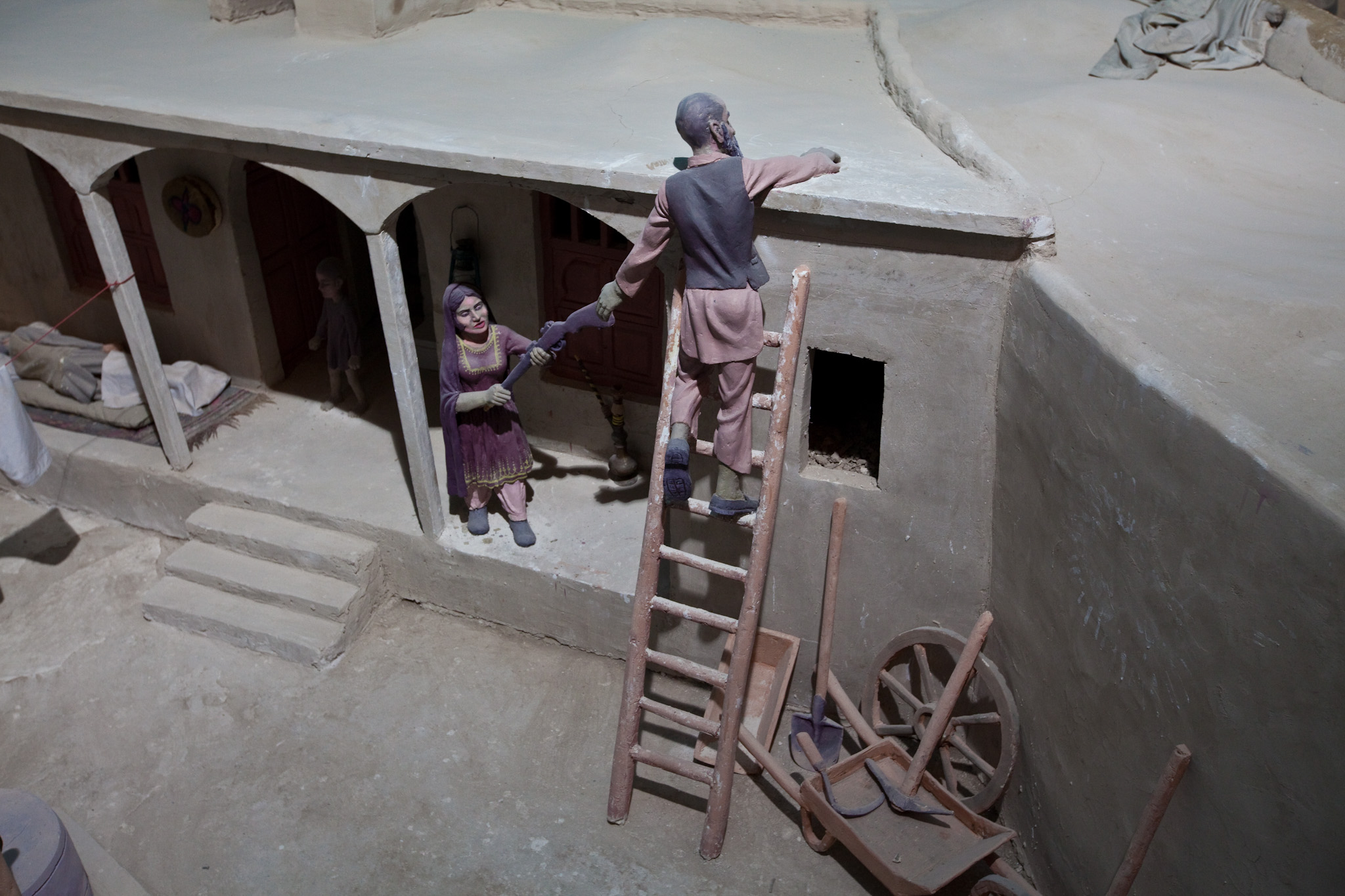
«Мирный дехканин встаёт на путь джихада»; диорама в Гератском краеведческом музее

Набирались с 1979 года из местного населения с целью ведения вооружённой борьбы против советского военного присутствия и афганских правительств Бабрака Кармаля и Наджибуллы. Часть афганских моджахедов после окончания войны в середине 1990-х годов пополнила ряды движения «Талибан», другая — отряды «Северного альянса». Слово «моджахед» — арабского происхождения («муджахид», множественное число «муджахиддин»), буквально означает «борец за веру», одновременно являясь наименованием участника джихада или мятежника (повстанца). Советская Армия и афганские власти называли их душма́нами (дари دشمان — dušman, душмон, пушту دښمان — duxman, dušman — «враг»), либо просто мятежниками, а советских солдат афганцы именовали шурави (дари شوروی — šuravî, шӯравӣ — «советский»). Советские солдаты часто, в быту, употребляли для их обозначения жаргонное слово «духи» — производное от «душманы».
Моджахеды (душманы) носили ту же традиционную афганскую одежду, что и местное население, внешне ничем из него не выделяясь (рубахи, чёрные жилетки, чалма или паколь).

## Идеология и стратегия
- Главной линией и основой политической платформы в пропаганде идеологии душманов была декларация основного принципа: «Долг каждого афганца — защищать от неверных свою Родину — Афганистан и свою веру — священный ислам».
- Объединение под знаменем священного ислама всех правоверных мусульман: «…Во имя Аллаха, долгом каждого благоверного мусульманина является священная война — Джихад, для этого ему надлежит идти и убивать неверных, только тогда его душа сможет войти во врата рая»[5].
- Духовные и политические лидеры душманов (моджахедов) уделяли особое значение ведению политической пропаганды и агитации в рядах вооружённых отрядов и среди местного населения. Политическими партиями моджахедов и зарубежными спонсорами на эти цели тратились значительные средства.
- В пропагандистской борьбе за поддержку местного населения душманами была одержана безоговорочная победа. В частности, только в провинции Герат они за 1986—1988 годы открыли 30 медресе[6] (советские войска за 9 лет восстановили и создали по всему Афганистану 84 светских учебных заведения[7] с 10 классами обучения, а Правительство СССР содействовало в строительстве или финансировало 500 школ и 15 ПТУ[8]). Однако, всего на средние учебные заведения оппозиции приходилось около 2500 учеников[6], а на учебные заведение ДРА 800 тыс. Помимо этого, в медресе моджахедов не допускались девочки, а образование в светских школах было всеобщим.
- Моджахеды в рамках решения ближайших боевых задач действовали в составе различных по масштабу групп: небольших мобильных отрядов, значительных по численности группировок и крупных формирований.
- Иногда различные по численности, боеспособности, оснащённости и степени организации вооружённые формирования, помимо главной цели — изгнания «шурави» и свержения действующей власти, преследовали свои частные и финансовые интересы.
- Часто внутренние противоречия между политическими партиями, их лидерами и главарями (полевыми командирами), связанные с разделом сфер влияния и преимуществом в распределении зарубежной спонсорской помощи, приводили к вооружённым столкновениям между самими душманами.
- Однако, несмотря на различные противоречия, связанные общей целью моджахеды были способны оперативно мобилизовать значительные силы и средства, организуя единое взаимодействие формирований для ведения масштабных боевых действий на широком фронте, как единое военизированное объединение.
- Каждый год численность членов вооружённых формирований душманов, начиная с конца 1979 года — момента ввода ОКСВА, росла в геометрической прогрессии. К моменту вывода ОКСВА в 1989 году она превышала 250 тысяч человек.
- На всем протяжении войны 1979—1989 годов в правительственных кругах, в рядах командования армии, МГБ, МВД ДРА, среди местного населения моджахеды имели широко разветвлённую и хорошо организованную разведывательную сеть.
- Отряды душманов создавались по географическому, партийному, национальному, конфессиональному, родо-племенному признакам, их действия координировались и управлялись авторитетным командованием местных полевых командиров и местных лидеров, что позволяло действовать слаженно и результативно.
- Целью ведения вооружённой борьбы моджахедов с ОКСВА, государственной властью и вооружёнными силами ДРА являлся вывод советских войск и свержение просоветского правительственного режима в Афганистане.

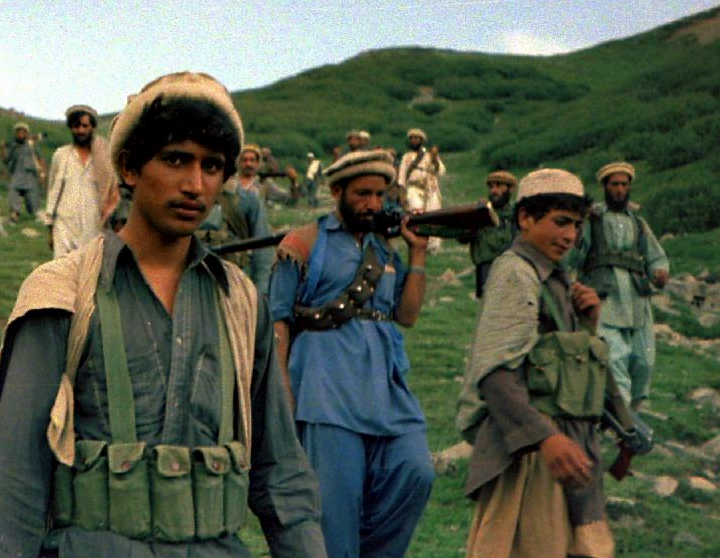
Моджахеды (душманы) переходят афгано-пакистанскую границу, 1985 год

## Тактика
Тактика ведения боевых действий — партизанская.
Главными принципами управления боевыми действиями моджахедов являлись:
- уклонение от прямых столкновений с превосходящими силами регулярных войск;
- не обращение боевых действий в позиционную войну,
- отказ от закрепления и удержания занимаемых районов в течение длительного времени;
- внезапные нападения с широким использованием тактики басмаческого движения

Вооружённое противостояние условно делилось на три стадии:
- Организованное сопротивление с неактивной формой боевых действий, удержание отдельных пунктов и районов, проведение широких агитационно-пропагандистских мероприятий среди населения и привлечения его на свою сторону.
- Наращивание активности боевых действий за счёт диверсий и терактов, совершения налётов на гарнизоны и посты правительственных войск, нападения на колонны. Основная цель — захват оружия, боеприпасов и различных материально-технических средств.
- Полное и повсеместное уничтожение противника.

## Вооружение

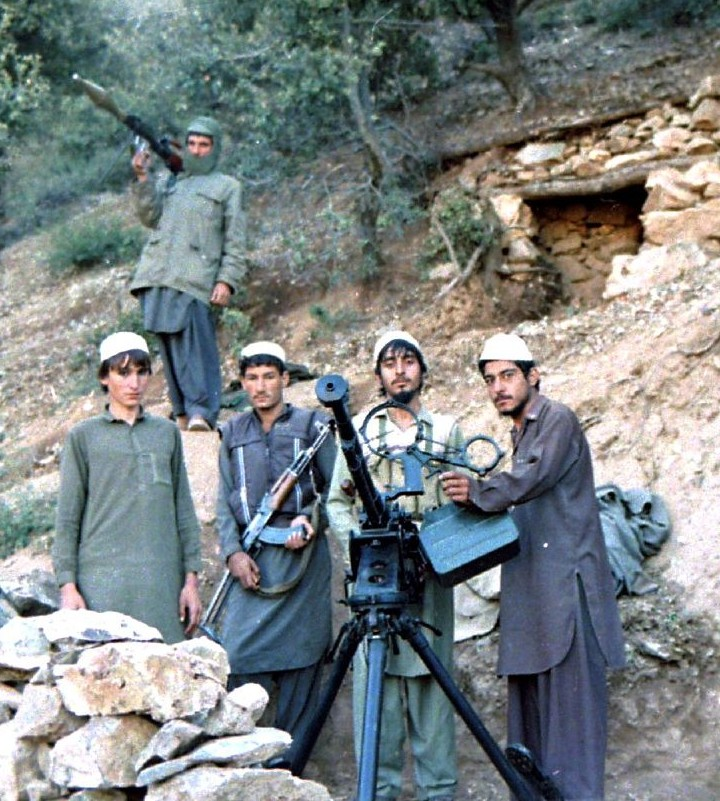
Моджахеды ИОА, вооружённые ДШК, АКМС и РПГ-7, 1987 год

Большая часть оружия моджахедов была производства Китая и СССР.
- винтовки БУР (Ли-Метфорд и Ли-Энфилд (Lee-Metford.Mk.I,II, Lee-Enfield Mk I, I*)) — десятизарядные винтовки калибра .303 дюйма (7,71х56 мм) производства Англии 1890—1905 гг.;
- Автоматы Калашникова 7.62 мм производства Китая, Египта, СССР;
- автоматические винтовки М-16А1 производства США;
- автоматы производства ФРГ, Израиля, Англии, Швеции;
- крупнокалиберные пулемёты ДШК калибра 12,7 мм производства Китая;
- ручные противотанковые гранатомёты РПГ-2, РПГ-7 производства СССР, Китая, «Фольскнет» — Швейцария, «Лянце-2» — Германия, «M72 LAW» — США, «Сарпак» — Франция, «Пикет» — Израиль;
- безоткатные орудия калибра 75 мм и 82 мм производства Китая, Пакистана и США;
- миномёты — 60 и 82 мм;
- Китайские ПУРС;

Средства ПВО:
- Зенитно-горные установки ЗГУ, ЗУ-23-2, ЗУ-23-4 производства Китая, СССР, Чехословакии;
- Зенитные пушки малого калибра «Эрликон»;
- Переносные зенитно-ракетные комплексы ПЗРК «Стрела-2» — СССР, Китай, Египет, «Джевелин», «Блоупайп» — Англия, «Стингер», «Redeye» — США;

Различные типы мин, в том числе противотанковые (ПТМ) и противопехотные (ПМ) и фугасы;
- Итальянские мины (TS −1, TS-2,5, TS-1,6, TS-50, SH-55);
- Американские — М-19, М 18А-1, ДСМЕ-С, «Клеймор»;
- Шведские — М-102, Английские МАК-7, а также чехословацкого и советского производства.

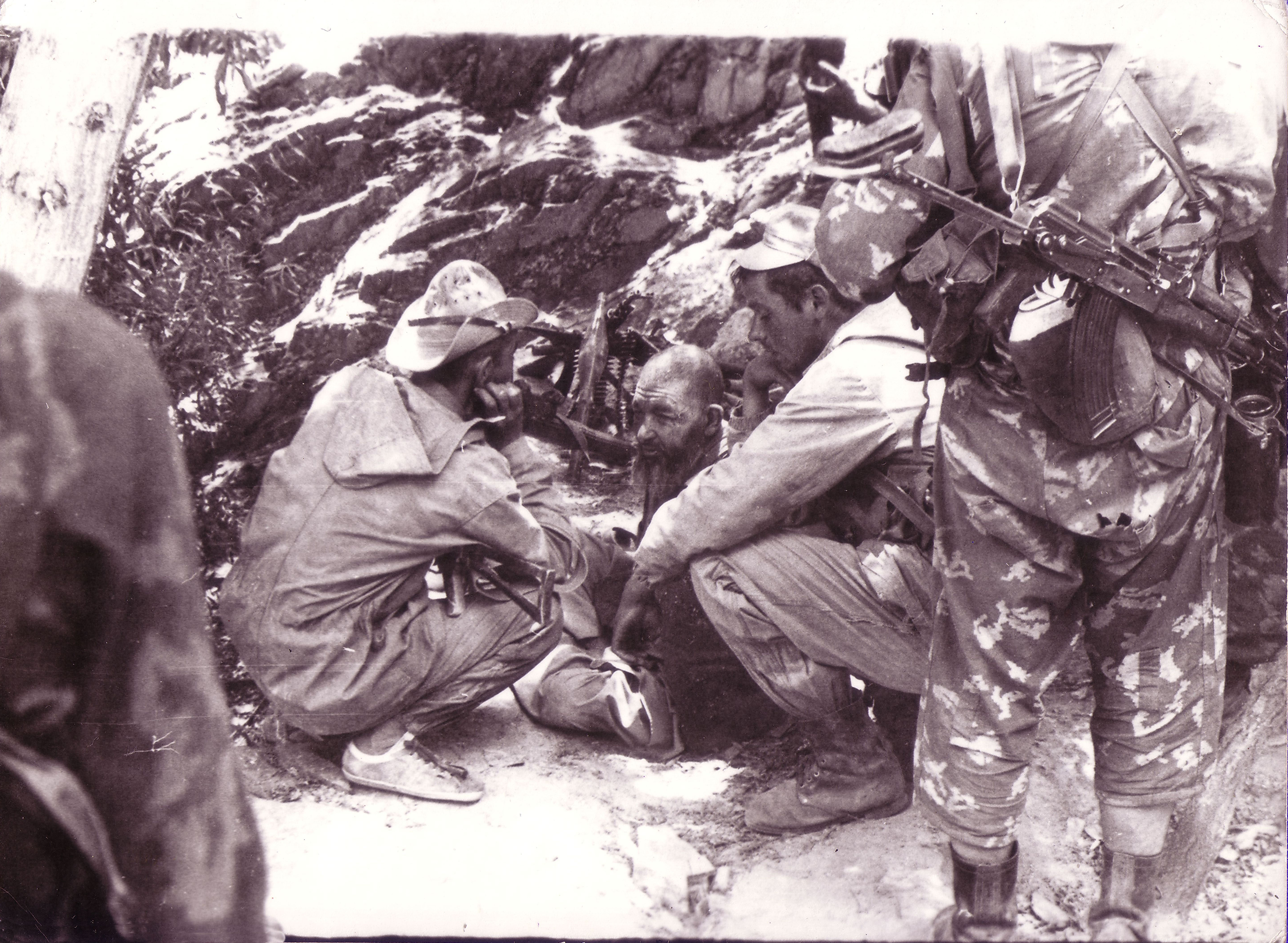
Моджахед, пленённый советским десантом в Афганистане

## Союзники моджахедов
- США в лице ЦРУ.
- Великобритания в лице МИ-6.
- ОАЭ, а также некоторые организации и частные лица в других арабских странах.
- Пакистан являлся своеобразным каналом передачи американской помощи; собственная же поддержка выражалась главным образом в предоставлении места для тренировочных лагерей и лагерей для советских военнопленных на своей территории, а также в участии пакистанских инструкторов в подготовке моджахедов.
- Иран (оказывал поддержку шиитской части афганских моджахедов, базирующихся на западе страны вдоль границы с Ираном, а также отрядам афганских моджахедов, состоящих из числа хазарейцев-шиитов и хазарейцев-исмаилитов, проживающих в провинциях центральной части Афганистана Бамиан и Дайкунди, в провинции Баглан на севере страны).
- КНР снабжала моджахедов оружием, поставляя его через Пакистан.
- Египет — поставки моджахедам оружия, финансовая помощь.

## Источники снабжения и финансирования

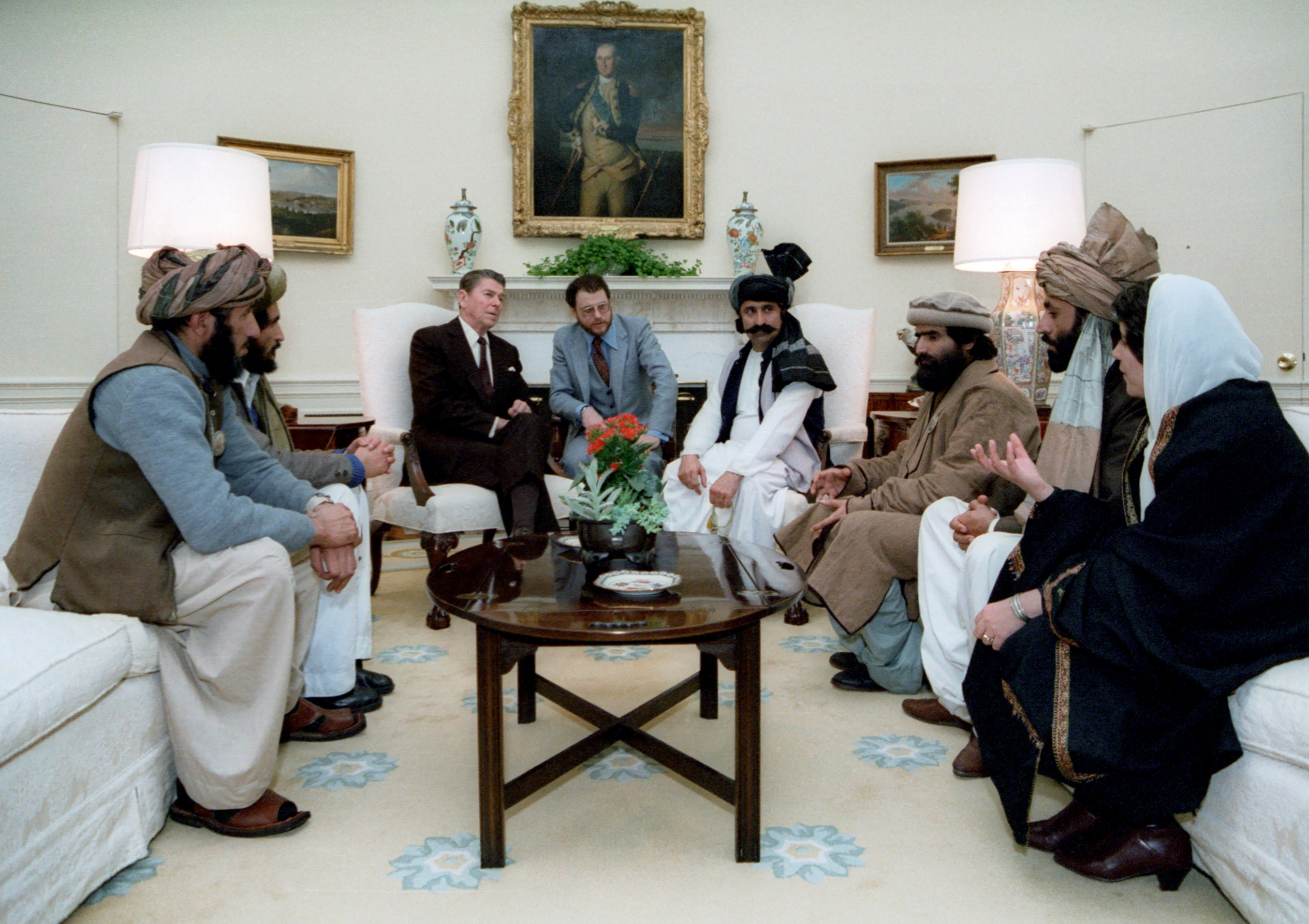
Президент США Рональд Рейган встречается с делегацией афганских моджахедов в Белом доме в 1983 году